# Финал Лиги чемпионов УЕФА 2025
Финал Лиги чемпионов УЕФА 2025 года прошёл 31 мая на стадионе «Альянц Арена» в Мюнхене. Этот футбольный матч стал завершением 70-го сезона Лиги чемпионов УЕФА, главного клубного футбольного турнира среди европейских клубов под эгидой УЕФА, и 33-го сезона турнира под его текущим названием. Французский «Пари Сен-Жермен» со счётом 5:0 обыграл итальянский «Интернационале» и сыграл с победителем другого клубного турнира, Лиги Европы УЕФА («Тоттенхэм Хотспур»), в матче за Суперкубок УЕФА 2025. Кроме того, парижский клуб получил право на участие в Межконтинентальном кубке 2025 года и Клубном чемпионате мира 2029 года.
Это был первый финал Лиги чемпионов УЕФА, проведённой в новом формате по швейцарской системе.
Первый за 21 год финальный матч Лиги чемпионов, в котором не приняли участие команды из Англии, Германии или Испании, с момента финала 2004 года, когда португальский «Порту» одержал победу над представителем Франции «Монако».
Празднование победы во Франции сопровождалось массовыми беспорядками, пострадали сотни человек, сожжено более 200 транспортных средств, более 500 человек были задержаны, два человека погибли.

## Место проведения
Это был второй финал Лиги чемпионов УЕФА, проведённый на стадионе «Альянц Арена» (после финала 2012 года, и пятый финал турнира, проведённый в Мюнхене (другие финалы турнира в этом городе прошли в 1979, 1993 и 1997 годах на «Олимпийском стадионе»). Матч стал девятым финалом главного европейского клубного футбольного турнира, который состоялся в Германии (с учётом Штутгарта в 1959 и 1988 году, Гельзенкирхена в 2004 году и Берлина в 2015 году).

### Выбор места проведения
16 июля 2021 года исполнительный комитет УЕФА объявил, что «Олимпийский стадион Ататюрка» в Стамбуле примет финал Лиги чемпионов УЕФА 2023 года вместо Мюнхена. Это было связано с тем, что Стамбул дважды лишался возможности проведения финала Лиги чемпионов УЕФА в связи с пандемией COVID-19. Изначально в Стамбуле планировалось провести финал Лиги чемпионов УЕФА 2020 года, однако в июне 2020 года матч был перенесён в Лиссабон, а Стамбул должен был принять финал Лиги чемпионов УЕФА 2021 года. В мае 2021 года финал 2021 года вновь был перенесён из Стамбула, на этот раз — в Порту, из-за ограничений на передвижения в Европе.
Мюнхенский стадион «Альянц Арена» должен был принять финал Лиги чемпионов УЕФА 2022 года, а затем — финал 2023 года. Но из-за переносов в связи с пандемией COVID-19 Мюнхен принял финал Лиги чемпионов УЕФА только в 2025 году.

## Путь к финалу
Примечание: Первым указано количество голов, забитых участником финала.
| Поз | Команда         | И | О  |
| --- | --------------- | - | -- |
| 13  | Милан           | 8 | 15 |
| 14  | ПСВ             | 8 | 14 |
| 15  | Пари Сен-Жермен | 8 | 13 |
| 16  | Бенфика         | 8 | 13 |
| 17  | Монако          | 8 | 13 |

| Поз | Команда         | И | О  |
| --- | --------------- | - | -- |
| 2   | Барселона       | 8 | 19 |
| 3   | Арсенал         | 8 | 19 |
| 4   | Интернационале  | 8 | 19 |
| 5   | Атлетико Мадрид | 8 | 18 |
| 6   | Байер 04        | 8 | 16 |

## Матч

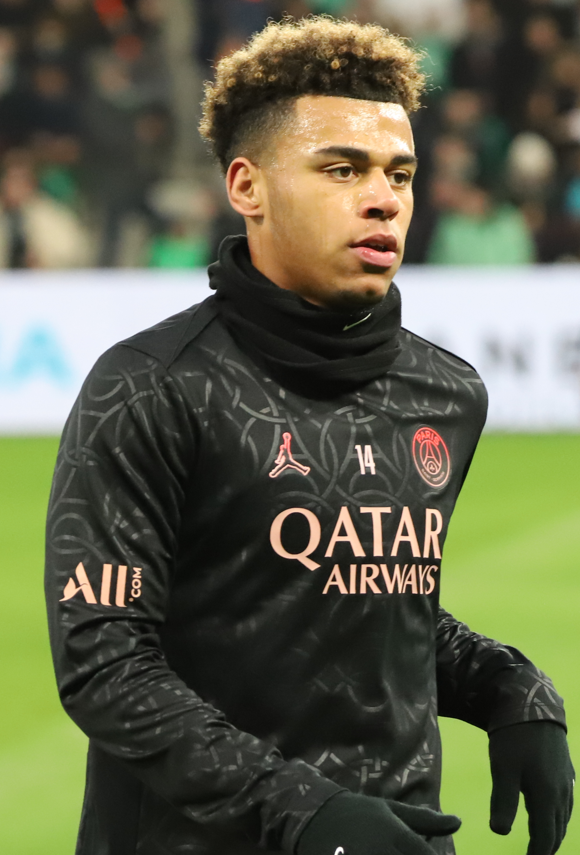
19-летний Дезире Дуэ забил два мяча, отдал один голевой пас и был признан лучшим игроком встречи

### Тактика и ход матча
Главный тренер «Интернационале» Симоне Индзаги избрал для команды расстановку 3-5-2. Основными тактическими целями «нерадзурри» являлись нейтрализация атакующего потенциала соперника, постепенное освоение центра поля и создание голевых моментов через фланги. Французская команда «Пари Сен-Жермен» под руководством Луиса Энрике вышла на матч по схеме 4-3-3, сразу проявила инициативу и, организовав постоянный прессинг, задействовав всю ширину поля и «задвинув» соперника на его половину, отправила первый мяч в сетку уже на 12-й минуте, когда Дезире Дуэ получил пас вразрез и отдал мяч Ашрафу Хакими на пустые ворота. На 20-й минуте «Интер», не доведя до гола одну из своих немногих позиционных атак, оказался пойман на контратаке и пропустил второй мяч.
Во втором тайме команда Энрике закрепила своё преимущество третьим голом на 63-й минуте, а затем довела дело до разгрома, реализовав шансы на 73-й и 86-й минутах. В момент третьего гола игроки оборонительной линии «Интернационале» не успели вернуться на исходные позиции, что привело к проходу Дезире Дуэ в штрафную и его результативному удару в ближний угол. Четвёртый мяч тоже был забит после быстрой атаки: отличился Хвича Кварацхелия. Пятый гол забил вышедший на замену Сенни Меюлю.
После победы в финале Лиги чемпионов Луис Энрике стал вторым тренером в истории, взявшим требл (ставшим победителем в трёх главных для клуба турнирах) с двумя разными командами. Первым наставником, которому покорилось это достижение, стал Хосеп Гвардиола, бравший требл с «Барселоной» в сезоне 2008/2009 и «Манчестером Сити» в сезоне 2022/2023. Победа со счётом 5:0 стала самой разгромной победой в истории финалов Лиги чемпионов. За игру французская команда нанесла 23 удара по воротам, их соперник нанёс 8 ударов. «Пари Сен-Жермен» превзошёл «Интер» по xG более чем в 6,5 раз. В 2023 году «Интер» уже выходил в финал Лиги чемпионов, однако тогда уступил «Манчестеру Сити» со счётом 1:0. ПСЖ до этого был финалистом лишь единожды в истории: команда играла в финале 2020 года против «Баварии», но минимально проиграла. 

### Отчёт о матче
| Пари Сен-Жермен                                          | 5:0     | Интернационале |
| -------------------------------------------------------- | ------- | -------------- |
| - Хакими 12′ - Дуэ 20′ 63′ - Кварацхелия 73′ - Меюлю 86′ | (отчёт) |                |

| Пари Сен-Жермен | Интернационале |

| Вр              | 1  | Джанлуиджи Доннарумма |     |     |
| Защ             | 2  | Ашраф Хакими          | 90' |     |
| Защ             | 5  | Маркиньос (к)         |     |     |
| Защ             | 51 | Вильян Пачо           |     |     |
| Защ             | 25 | Нуну Мендеш           |     | 78' |
| ПЗ              | 87 | Жуан Невеш            |     | 84' |
| ПЗ              | 17 | Витинья               |     |     |
| ПЗ              | 8  | Фабиан Руис           |     | 84' |
| Нап             | 14 | Дезире Дуэ            | 65' | 66' |
| Нап             | 10 | Усман Дембеле         |     |     |
| Нап             | 7  | Хвича Кварацхелия     |     | 84' |
| Запасные:       |    |                       |     |     |
| Вр              | 39 | Матвей Сафонов        |     |     |
| Вр              | 80 | Арнау Тенас           |     |     |
| Защ             | 3  | Преснель Кимпембе     |     |     |
| Защ             | 21 | Лукас Эрнандес        |     | 78' |
| Защ             | 35 | Лукас Бералдо         |     |     |
| ПЗ              | 19 | Ли Кан Ин             |     |     |
| ПЗ              | 24 | Сенни Меюлю           |     | 84' |
| ПЗ              | 33 | Варрен Заир-Эмри      |     | 84' |
| Нап             | 9  | Гонсалу Рамуш         |     | 84' |
| Нап             | 29 | Брадли Баркола        |     | 66' |
| Нап             | 49 | Ибраим Мбайе          |     |     |
| Главный тренер: |    |                       |     |     |
| Луис Энрике     |    |                       |     |     |

| Вр              | 1              | Янн Зоммер           |     |     |     |
| Защ             | 28             | Бенжамен Павар       |     | 53' |     |
| Защ             | 15             | Франческо Ачерби     | 71' |     |     |
| Защ             | 95             | Алессандро Бастони   |     |     |     |
| ПЗ              | 2              | Дензел Дюмфрис       |     |     |     |
| ПЗ              | 23             | Николо Барелла       |     |     |     |
| ПЗ              | 20             | Хакан Чалханоглу     |     | 70' |     |
| ПЗ              | 22             | Генрих Мхитарян      |     | 62' |     |
| ПЗ              | 32             | Федерико Димарко     |     | 53' |     |
| Нап             | 9              | Маркюс Тюрам         | 69' |     |     |
| Нап             | 10             | Лаутаро Мартинес (к) |     |     |     |
| Запасные:       |                |                      |     |     |     |
| Вр              | 12             | Раффаэле Ди Дженнаро |     |     |     |
| Вр              | 13             | Хосеп Мартинес       |     |     |     |
| Защ             | 6              | Стефан де Врей       |     |     |     |
| Защ             | 30             | Карлус Аугусту       |     | 62' |     |
| Защ             | 31             | Ян Биссек            |     | 53' | 62' |
| Защ             | 36             | Маттео Дармиан       |     | 62' |     |
| ПЗ              | 7              | Пётр Зелиньский      |     |     |     |
| ПЗ              | 16             | Давиде Фраттези      |     |     |     |
| ПЗ              | 21             | Кристьян Аслани      |     | 70' |     |
| ПЗ              | 59             | Никола Залевский     | 56' | 53' |     |
| Нап             | 8              | Марко Арнаутович     |     |     |     |
| Нап             | 99             | Мехди Тареми         |     |     |     |
| Главный тренер: |                |                      |     |     |     |
| Симоне Индзаги  | Симоне Индзаги | Симоне Индзаги       | 58' |     |     |

| Игрок матча: Дезире Дуэ (Пари Сен-Жермен) Помощники судьи: Михай Марика (Румыния) Ференц Туньодь (Румыния) Резервный судья: Жуан Пинейру (Португалия) Резервный помощник судьи: Бруну Жезуш (Португалия) Видеопомощник судьи (VAR): Деннис Хиглер (Нидерланды) Ассистенты видеопомощника судьи: Кэтэлин Попа (Румыния) Пол ван Букел (Нидерланды) | Регламент матча: - 90 минут основного времени. - 30 минут дополнительного времени в случае ничейного счёта. - Послематчевые пенальти в случае ничейного счёта по истечении дополнительного времени. - Двенадцать заявленных запасных игроков у каждой команды. - Максимум пять замен, шестая возможна в дополнительное время. |